# 張茂蘭
張茂蘭（1471年—1539年），字德馨，别号东谷，人称东谷先生。山東濟南府章丘縣人，軍籍，明朝政治人物。

## 生平
弘治十一年（1498年）舉人。弘治十八年（1505年）乙丑科進士。授知鉅鹿縣，為政簡易，愛民如子。以外艱歸鄉，服喪三年。正德七年（1512年）起官直隸任丘縣知縣。時值歲饑，窮苦百姓無所得食，不得已，析木作薪，採葉充食。兩度為縣令，布衣粗食，不名一錢，任內不給妻兒跟隨。后为户部主事，曾在辽东徵集军饷，在九江徵收榷税。雖經手巨額公款，分毫不取。为官清廉，人称“天下清官张茂兰”。后遷督察边关宣府（治今河北宣化），以病推辞不就。因此遭弹劾，被降职为汝宁府（治今河南汝南）通判。不久棄官，卜築長山之陰，常和農民聊農事。嘉靖十八年（1539年）十月初三日病重，命家人置酒，索取陶淵明詩、周敦頤《通書》，置於袖中而卒。

## 家族
曾祖父張述善；祖父張□，□；父張□，前陰陽訓述。母翟氏。具庆下